# Victor Moll
Victor Hugo Moll (né en 1956) est un mathématicien américain spécialisé en analyse (mathématiques).

## Carrière
Moll étudie à l'universidad Santa Maria et à l'université de New York avec un master en 1982 et un Ph. D. en 1984 supervisé par Henry McKean (Stability in the Large for Solitary Wave Solutions to McKean's Nerve Conduction Caricature). Il est  chercheur postdoctoral à l'université Temple et il est devient en 1986 professeur assistant, en 1992 professeur associé et en 2001 professeur, le tout à l'université Tulane.
En 1990-91, il est professeur invité à l'université de l'Utah, en 1999 à l'Universidad Técnica Federico Santa María de Valparaíso et en 1995 chercheur invité au Courant Institute of Mathematical Sciences de l'Université de New York.

## Travaux
Victor Moll travaille en l'analyse classique, en  mathématiques symboliques et expérimentales, sur des fonctions spéciales et en théorie des nombres.
Victor Moll a entamé le projet visant à démontrer toutes les évaluations d'intégrales contenues dans le Gradshteyn-Ryzhik et à les enrichir par d'autres considérations et sources. Il écrit à ce sujet dans la préface de son livre Irresistible Integrals de 2004 : « It took a short time to realize that this task was monumental. ». Entre-temps, le résultat s'est concrétisé dans deux volumes d'une série intitulé  Special Integrals of Gradshteyn and Ryzhik : The Proofs,.

## Publications (sélection)
- Boros, George et Moll, Victor H., Irresistible integrals : Symbolics, analysis and experiments in the evaluation of integrals, Cambridge University Press, 2004, xiv + 306 (ISBN 0-521-79636-9, zbMATH 1090.11075).
- Victor Hugo Moll, « The evaluation of integrals, a personal story », Notices of the AMS, vol. 49, no 3,‎ mars 2002, p. 311-317 (lire en ligne, consulté le 15 février 2022).
- McKean, Henry et Moll, Victor, Elliptic curves : Function theory, geometry, arithmetic. Paperback ed. with corrections, Cambridge University Press, 1999, xiii + 280 (zbMATH 0967.11002).
- Moll, Victor H., Numbers and functions : From a classical-experimental mathematician’s point of view, American Mathematical Society, coll. « Student Mathematical Library » (no 65), 2012, xxiii + 504 (ISBN 978-0-8218-8795-0, zbMATH 1268.00011).
- Victor Hugo Moll, Special Integrals of Gradshteyn and Ryzhik : the Proofs, vol. 1, Chapman and Hall/CRC, coll. « Monographs and Research Notes in Mathematics », 2014 (ISBN 978-1-4822-5651-2).
- Victor Hugo Moll, Special Integrals of Gradshteyn and Ryzhik : the Proofs, vol. 2, Chapman and Hall/CRC, coll. « Monographs and Research Notes in Mathematics », 2015 (ISBN 978-1-4822-5653-6).